# Guatteria panamensis
Guatteria panamensis este o specie de plante angiosperme din genul Guatteria, familia Annonaceae. A fost descrisă pentru prima dată de Robert Elias Fries, și a primit numele actual de la Robert Elias Fries. A fost clasificată de IUCN ca specie vulnerabilă. Conform Catalogue of Life specia Guatteria panamensis nu are subspecii cunoscute.